# Maria Celin
Maria Celin Strisland (Mandal), beter bekend onder haar artiestennaam Maria Celin, is een Noors zangeres. Met het nummer Freya nam ze deel aan de Noorse Melodi Grand Prix 2023.

## Biografie
Celin stopte in 2017 met haar school om deel te nemen aan The Voice – Norges beste stemme, de Noorse versie van The Voice op TV 2. Ze behaalde de liveshows waarin ze op 27 oktober 2017 werd uitgeschakeld. Tijdens haar deelname aan de talentenjacht zong Celin het nummer Running (Lose it all) van Naughty Boy en Beyoncé. Dit optreden werd 6,3 miljoen keer bekeken.
In 2023 deed Celin mee aan Melodi Grand Prix, de Noorse preselectie voor het Eurovisiesongfestival 2023. Het nummer Freya werd geschreven door Gaute Ormåsen en uitgebracht op 23 januari 2023. Ze greep in haar halve finale op 28 januari 2023 naast een finaleplaats.

## Discografie

### Singles
- 2023: Freya